# Roderich Fick

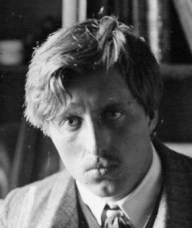
Roderich Fick

Roderich Fick (* 16. November 1886 in Würzburg; † 13. Juli 1955 in München) war ein deutscher Architekt und Professor an der Technischen Hochschule München, dessen Werk von traditionellen und regionalen Bauformen bestimmt wurde. Zur Zeit des Nationalsozialismus machte er eine steile Karriere und war einer der anfänglichen Lieblingsarchitekten Adolf Hitlers, der sich stark von Ficks regionaltypisch-konservativem Baustil und der damit verbundenen Ablehnung normierter Universalbauformen angesprochen fühlte.

## Leben

### Herkunft, Schule und Studium
Roderich Fick wurde am 16. November 1886 als zweites Kind des Augenarztes Adolf Gaston Eugen Fick und seiner Frau Marie Katharina, geb. Wislicenus, in Würzburg geboren. Sein Vater hatte dort Medizin studiert und in Breslau eine Fachausbildung für Augenheilkunde absolviert. 1879 war er nach Südafrika ausgewandert und betrieb in Richmond eine allgemeinmedizinische Praxis. Ein längerer Heimaturlaub bot ihm die Gelegenheit, Marie Wislicenus, die Tochter des Professors für Chemie Johannes Wislicenus in Zürich, kennenzulernen. Die entstandene Freundschaft führte schließlich 1884 zur Heirat in Würzburg. Nach weiteren zwei Jahren in Südafrika kehrten beide mit ihrer 1885 in Richmond geborenen Tochter Hildegard endgültig nach Europa zurück. Bereits im Jahr nach der Geburt Roderichs zog Adolf Fick mit seiner Familie 1887 von Würzburg nach Zürich, um an der dortigen Universität als Privatdozent für Augenheilkunde zu arbeiten.
Die mütterliche Linie der am 26. Juli 1863 in Zürich geborenen Marie Wislicenus geht auf die Familie Sattler-Geiger in Schweinfurt zurück. Die Mutter Roderichs wies in den Vorfahren ihrer weiteren Verwandtschaft etliche Künstler wie die Maler Hermann Wislicenus, Conrad Geiger und Johann Ernst Sattler auf. Sie brachte somit ebenfalls künstlerische Anlagen mit, die sie teilweise an ihre Kinder weitergab. So zeigte auch Roderich schon frühzeitig eine auffallende zeichnerische und musikalische Begabung, die in seinem kunstsinnigen Elternhaus entsprechend gefördert und unterstützt wurde. Allerdings charakterisierte ihn seine Mutter auch als „Sonderling“ mit Hang zum „Einspännertum“.
Neben seinem Bruder Roland hatte Fick noch fünf Schwestern, von denen Hildegard als älteste bereits 1890 an Diphtherie verstarb.
In Zürich besuchte Fick das humanistische Gymnasium und trat 1903 aufgrund schlechter schulischer Leistungen in die dortige Industrieschule (Oberrealschule) über. 1904 besuchte er auf einer Italienreise mit der Familie Sattler seine mütterlichen Verwandten in Florenz. Nach seinem Abitur im Herbst 1906 leistete Fick als Einjährig-Freiwilliger seinen Militärdienst in Karlsruhe. Obwohl ihm der militärische Drill zuwider war und er nur das Reiten als Gewinn empfand, leistete er noch während seines Studiums immer wieder kurze Fortbildungsübungen ab, so dass er 1911 zum Reserveoffizier ernannt wurde.
Seine Entscheidung für ein Architekturstudium war wohl ein Kompromiss zwischen seinem Hang zum künstlerischen Zeichnen und Bildhauen und den Vorstellungen seines Vaters von einem einträglichen soliden Beruf, wie Fick später in seinem Tagebuch notierte. Im Herbst 1907 nahm er sein Architekturstudium an der Technischen Hochschule in München auf. Zum Wintersemester 1907/08 lernte er bei Alfred Friedrich Bluntschli in der Architekturabteilung des Polytechnikums in Zürich, wo er vom Sommer 1909 an im Büro des Architekten Alexander von Senger arbeitete. Für das Sommersemester 1910 wechselte er zur Ingenieurabteilung der Technischen Hochschule Dresden. Hier besuchte er nebenbei auch Vorlesungen zur Astronomie und Geodäsie. Fick folgte dem Ratschlag von Theodor Fischer, der seit 1909 als Professor für Baukunst an der Technischen Hochschule München lehrte, auf Abschlussexamen und Diplomarbeit zugunsten einer unmittelbaren Praxisaufnahme zu verzichten. Im Herbst 1910 kehrte er daher nach Zürich zurück, um sich dort als freischaffender Architekt zu verdingen.

### Berufliche Anfänge
Ein erster Auftrag bestand in der Errichtung eines Bootshauses mit Gartenanlage in Rüschlikon. Da er sich als Architekt nicht ausgelastet fühlte, experimentierte er auf Anregung seines Onkels Johannes Wislicenus in seiner eigenen Werkstatt mit der Entwicklung einer „Selbsttätig messenden Druck- und Saugpumpe“. Seine Konstruktion wurde schließlich bei der Internationalen Hygieneausstellung 1911 in Dresden vorgestellt.

### Grönlandexpedition

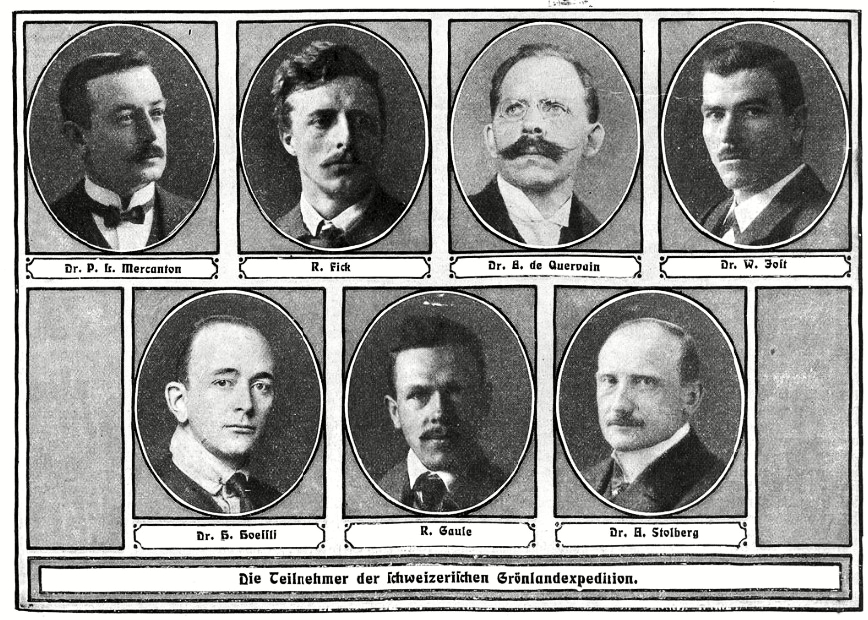
Die Teilnehmer der Schweizerischen Grönlandexpedition

Im Sommersemester 1911 belegte Fick erneut Vorlesungen über Chemie, Geologie, Meteorologie, Astronomie und Luftschifffahrt mit Blick auf die Verwirklichung eines seiner frühen Jugendträume, nämlich der Teilnahme an einer Arktisexpedition.
Schon im Herbst 1911 gelang es ihm zusammen mit einem Freund, sich als Teilnehmer einer von Alfred de Quervain geleiteten schweizerischen Expedition zur Durchquerung Grönlands zu qualifizieren. Von Mitte Juni bis Ende Juli 1912 durchquerten die Schweizer Forscher als zweite Expedition nach der von Fridtjof Nansen 1888 Grönland von Westen (Ilulissat) nach Osten (Ammassalik). Ficks Aufgabe bestand dabei in der geographischen Ortsbestimmung sowie in kartographischen Vermessungsarbeiten. Diese nicht direkt berufsbezogene Leistung zählte Fick gleichwohl zu seinen wichtigsten.

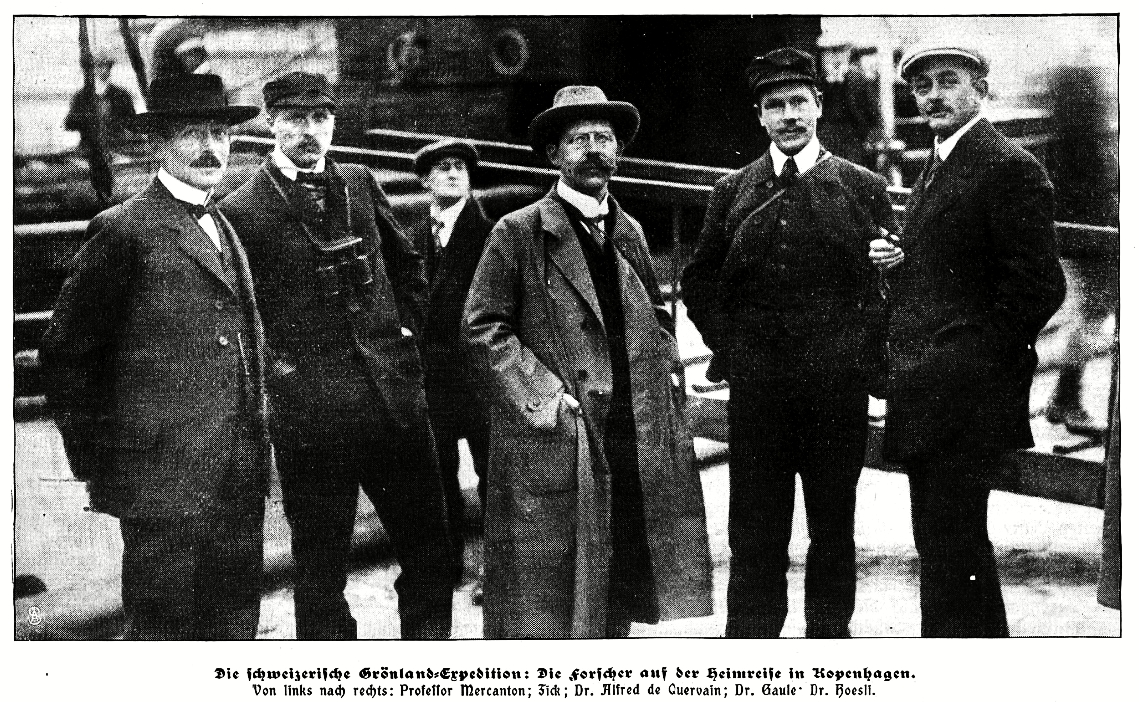
Die Schweizerische Grönlandexpedition auf der Heimreise in Kopenhagen

Rund hundert Jahre nach Fick wiederholte sein Enkel, der Spiegel-Redakteur Stephan Orth (* 1979), die historische Expedition seines Großvaters.

### Kolonialdienst in Kamerun
Nach Zürich zurückgekehrt, tat er sich weiterhin schwer, Aufträge als Architekt zu bekommen. Auch eine vorgesehene Anstellung in einem Architekturbüro kam nicht zustande. Fick widmete sich daher gezwungenermaßen wieder verschiedenen handwerklichen Tätigkeiten in seiner Werkstatt. Die Spanne seiner Versuche reichte vom Geigen- bis zum Segelflugzeugbau. Da jedoch auch diese Experimente keine existenzsichernde Alternative darstellen konnten, entschloss er sich, in den Kolonialdienst einzutreten. Vorher unternahm er im Frühjahr 1914 eine Studienreise nach Italien und war kurz im Büro der Architekten Helmuth Griesebach und Georg Steinmetz in Berlin tätig.
Fick verlobte sich mit der aus Dresden stammenden 17-jährigen Marie Günther und ging dann im Juni 1914 in die deutsche Kolonie Kamerun. Dort wurde er als Ingenieur und Leiter der Abteilung für Hoch- und Tiefbau des Bezirksamtes Douala eingesetzt. Der kurz darauf folgende Ausbruch des Ersten Weltkrieges beendete abrupt seinen für 1½ Jahre vorgesehenen Kolonialdienst. Als Leutnant der Reserve wurde er zur deutschen Schutztruppe von Kamerun eingezogen. Die zahlenmäßig und materiell unterlegene Schutztruppe konnte sich noch zwei Jahre in Kamerun halten. Das Gros der Truppe überschritt dann Anfang Februar 1916 die Grenze zum benachbarten spanischen Muni-Gebiet (heute: Mbini) und wurde auf Fernando Póo bzw. in Spanien interniert. Fick kam in ein Lager bei Pamplona. Hier nutzte er seine Zeit zum Geigenspiel und Reiten. Für die spanische Gemeinde Burlada fertigte er Entwürfe für ein Elektrizitätswerk. Ein von ihm entworfener Umbau des Klosters Puente la Reina in der Provinz Navarra wurde zum Teil verwirklicht.
Sein Bruder Roland war in der Schlacht von Tahura schwer verwundet worden und starb am 9. Juli 1916 in einem französischen Lazarett, ein Verlust, der ihn sehr schmerzlich traf.

### Neuanfang in Herrsching
Erst im Oktober 1919 konnte Fick zu seinen Eltern zurückkehren. Diese waren kurz nach Kriegsausbruch nach Schonungen in Mainfranken umgezogen, wo sie in einem Anwesen der Verwandtschaft von Ficks Mutter die Kriegszeit verbrachten, während sein Vater als Sanitätsrat in Frankreich eingesetzt wurde und erst im August 1919 heimkehrte. Fick heiratete hier am 27. Dezember 1919 seine Verlobte und bemühte sich um einen neuen Lebensmittelpunkt für seine berufliche Entfaltung. Im Frühjahr 1920 erwarb er die sog. Alte Mühle in Herrsching-Mühlfeld und bezog mit seiner Familie das ausgebaute und sanierte Anwesen im Juli des gleichen Jahres. Zusammen mit seinem Kompagnon Rudolf Menzel, den er aus der gemeinsamen Internierungszeit in Spanien kannte, betrieb er neben einem Architekturbüro noch eine Bootswerft und widmete sich ab 1922 wieder zunehmend dem Segelflugzeugbau. In Zusammenarbeit mit der an der Technischen Hochschule München entstandenen Akademischen Fliegergruppe („Akaflieg München“) entwickelte Fick ein Segelflugzeug, das vom Wasser aus gestartet werden konnte („Vogel Roch“). 1926 verpachtete er dann seine Firma.

### Karriere als Architekt
Als Architekt erhielt er mit dem Entwurf für ein Wohnhaus im Herrschinger Ortsteil Lochschwab für den Bildhauer Ernesto de Fiori einen ersten größeren Bauauftrag. Bereits bei dieser Planung erwies er sich als ambitionierter Architekt mit einem ausgeprägten Sinn für handwerkliche Detailausführung. Die Auftragslage blieb jedoch weiterhin nur mäßig. Ein weiteres größeres Projekt stellte die Anlage eines neuen Friedhofs mit Leichenhaus in Herrsching 1926 dar. Die qualitätsvollen, detaillierten und auffallend reich illustrierten Entwurfsdarstellungen verschafften Fick einen zunehmenden Bekanntheitsgrad.
1926/29 gestaltete Fick für die Fabrikantenfamilie Heinrich Otto in Reichenbach an der Fils mehrere Gebäude auf deren Anwesen (Bürogebäude, Pförtnerhaus, Wagenhalle, Gartenhaus). 1928 baute er für die Firma Heinrich Otto neben deren Fabrikgebäude in Plochingen das nach dem „Turnvater“ Friedrich Jahn benannte „Jahnhaus“, das danach dem Turnverein Plochingen e. V. (TVP) als Sport- und Vereinsheim diente.
1928 nahm er an einer Ausschreibung für ein Gebäude des Völkerbundes in Genf teil. Im gleichen Jahr entwarf er ein Wohnhaus in Schweinfurt (Dr. G. Graetz, Am Löhlein 4, heute unter Denkmalschutz). In der Zeitschrift „Der Baumeister“ erschien 1928 eine erste Gesamtwürdigung seines bisherigen Werkes. Schließlich erhielt er einen großen Auftrag für die Errichtung eines neuen Hallenbades für die Stadt Schweinfurt, der Stadt, zu der er noch verwandtschaftliche Beziehungen hatte und in der sein Schwager Heinrich Zierl Oberbaurat war. Für das nach dem Stifter, dem Industriellen Ernst Sachs, benannte und in den Jahren 1931 bis 1933 errichtete Bad fertigte Fick Planzeichnungen bis ins letzte Detail, so dass von den Türen, Fenstern, Möbeln bis zu den Leuchtkörpern und Beschlägen alles aufeinander abgestimmt wurde und seine Handschrift trägt.

### Architekt im NS-Staat
1933 begann Fick nach Siedlungsbauten in den Münchner Stadtteilen Berg am Laim und Friedenheim mit den Entwurfsarbeiten für seinen ersten bedeutenden Bauauftrag in München. Von der Kassenärztlichen Vereinigung Deutschlands war er mit dem Bau eines „Hauses der Deutschen Ärzte“ in der Brienner Straße betraut worden. Die Verwirklichung dieses 1935 fertiggestellten schlichten Walmdachbaus mit strenger Fenstergliederung und einem den Eingang betonenden Rundbogenportal mit klassizistischer Sprenggiebelbedachung förderte Ficks weitere Karriere. Der in unmittelbarer Nähe zum „Braunen Haus“ sowie zu den im Bau befindlichen Gebäuden der Partei in der Arcisstraße und ihrem später umbenannten Südteil errichtete Bau erregte die Aufmerksamkeit Hitlers, der sich von der Architektur angetan zeigte und Fick nach der Eröffnungsfeier am 3. November 1935 zu sich ins „Braune Haus“ bestellte. Fick erfuhr hier nicht nur Zustimmung für seine Baugestaltung, sondern erhielt auch das Angebot zur Planung einer Siedlung für den Führerstab in München-Pullach sowie für Bauten in Obersalzberg.
Fick stammte aus einem national-konservativ geprägten Elternhaus. Ob sein Eintritt in den deutschen Kolonialdienst durch die alldeutschen Ideen motiviert war, für die sein Vater ihn gewinnen wollte, erscheint zweifelhaft. Auch die Erfahrung des Ersten Weltkrieges mit anschließender dreijähriger Internierung und der Soldatentod seines jüngeren Bruders führten bei ihm zu keinem parteipolitischen Engagement. Der Auftrag, für die neuen Machthaber in Deutschland zu bauen, kam daher völlig überraschend, wie Fick im Spruchkammerverfahren am 23. Februar 1948 zu Protokoll gab:
„Wie das Ärztehaus eröffnet wurde, habe ich Hitler zum ersten Mal gesehen. Er meinte nun den Architekten gefunden zu haben. Reichsleiter Bormann hat mich in das braune Haus bestellt, und er hat mich gebeten, die Sache in Pullach zu übernehmen. Ich war bei der Eröffnung des Ärztehauses dem Führer vorgestellt worden. Er war so begeistert, dass ich diesen Auftrag in Pullach bekam.“
Mit dem Auftrag in Pullach, den er von Hitlers späterem Sekretär und damaligen Stabsleiter des „Stellvertreters des Führers“ Martin Bormann erhielt, war die Planung und Durchführung der Reichssiedlung „Rudolf Heß“ auf einem 68 ha großen Areal in München-Pullach gemeint, die als separierte Wohnsiedlung für die Parteielite dienen sollte.
1936 wurde Fick als ordentlicher Professor für das Entwerfen von Bauten in der Fakultät für Bauwesen der Münchner Technischen Hochschule auf den Lehrstuhl, den zuvor Robert Vorhoelzer innegehabt hatte, berufen. Für Lehrstuhlberufungen war ab 1933, insbesondere für die Baufakultäten, die politische Eignung ein zusätzliches Auswahlkriterium. Man musste also Fick im Sinne der politischen Erwartungen als geeignet eingeschätzt haben, obwohl er zu diesem Zeitpunkt noch kein Parteimitglied war. Am 20. Mai 1937 beantragte er die Aufnahme in die NSDAP und wurde rückwirkend zum 1. Mai desselben Jahres aufgenommen (Mitgliedsnummer 5.154.547). Seine Mitgliedschaft begründete er später damit, er habe das Gefühl gehabt, einen Akt der Unhöflichkeit zu begehen, wenn er in seinen Aufträgen in Obersalzberg erscheine und nicht in der Partei sei.
Zeitgleich mit seiner Lehrstuhlberufung erhielt er von Hitler erste Aufträge für die Bebauung von Obersalzberg. Hierzu erläuterte Fick in der Spruchkammersitzung am 15. Oktober 1946, er habe sich zunächst zur Wehr gesetzt, als Bormann ihn gewinnen wollte, die Bauten in Obersalzberg zu übernehmen. Nach etwa sechs Wochen sei er wieder nach Obersalzberg befohlen worden, wo ihm Bormann erklärt habe, Hitler habe es unwiderruflich so entschieden. So hätte er sich bereit erklärt, die Bauten zu übernehmen.
Im Lauf der nächsten Jahre war Fick der meistbeschäftigte Architekt in Obersalzberg. Seine Bauprojekte reichten von der Villa Bormann, dem Hotel „Platterhof“ (Innenausbau und Möbel: Professor Heinrich Michaelis), dem Teehaus am Mooslahnerkopf, dem Kehlsteinhaus, der SS-Kaserne und der Stammarbeitersiedlung bis zu den erforderlichen Infrastrukturanlagen. Fick zählte schließlich zu den wichtigsten Vertretern der Architektur im Nationalsozialismus und stand auf der sogenannten Gottbegnadeten-Liste (Führerliste). In München hatte er in der Brienner Straße 3 eine Wohnung im zweiten Stock.
Zwischen Bormann, der die Etablierung der politischen Machtzentrale in Obersalzberg und die entsprechenden repräsentativen und privaten Bauten von Anfang an als sein Werk betrachtete, und Fick, der am 14. Juni 1940 als ordentlicher Professor zum Beamten auf Lebenszeit ernannt worden war, gab es schon zu Beginn Spannungen, die letztlich zum Zerwürfnis und seinem Entlassungsgesuch 1940 führten. Fick konnte seine Karriere allerdings bruchlos fortsetzen, nachdem er bereits am 28. März 1939 zum „Reichsbaurat für die Stadt Linz an der Donau“ berufen worden war. In dieser Funktion war er Hitler direkt unterstellt. Drei Tage zuvor, am 25. März 1939, hatte Hitler zur „Durchführung der städtebaulichen Maßnahmen […], die zur Anlage und zum Ausbau sowie zur planvollen Gestaltung der Stadt erforderlich sind“, einen „Erlaß über die Neugestaltung der Stadt Linz a. d. D.“ unterzeichnet.
Die „Führerstadt Linz“ zählte zu den insgesamt fünf „Führerstädten“ des damaligen Großdeutschen Reiches mit der Bezeichnung „Patenstadt des Führers“, deren architektonisch-repräsentativer Ausbau absoluten Vorrang haben sollte. An der Aufgabe, Linz zu einem europäischen Kulturzentrum zwischen München und Wien zu entwickeln, beauftragte Hitler neben Fick die Architektenprominenz des Reiches wie Albert Speer, Hermann Giesler, Leonhard Gall, Wilhelm Kreis, Oswald Bieber u. a. Fick führte das Stadtplanungskonzept des Stadtbauamtes Linz fort und gab ihm als Generalbebauungsplan vom März 1943 seine endgültige Form und Rechtsverbindlichkeit. Ziel dieser Planung war die Vergrößerung der Stadt für eine vervierfachte Einwohnerzahl mit repräsentativ ausgebauten Stadtzentren. Von den Fick’schen Großprojekten kam jedoch lediglich die stadtseitigen Brückenkopfgebäude im Zusammenhang mit der neuen Nibelungenbrücke, das Hotel „Donauhof“ und das Wasserstraßenamt in den Jahren 1939 bis 1941 zur Ausführung.
Auch hier in Linz hatte Fick Kompetenzstreitigkeiten mit der Stadt, dem Gauleiter August Eigruber und dem „Generalbaurat für die Hauptstadt der Bewegung München“, Hermann Giesler, auszufechten. Nach Auseinandersetzungen mit Bormann war ihm Giesler zur Seite gestellt worden, der bereits ab Ende 1941 sukzessive die Planung für alle vorgesehenen Monumentalbauten sowie die Achsenplanung erhielt. Schließlich überließ Hitler, der sich von der eher zurückhaltenden neobarocken Architekturkulisse Ficks für das rechte Donauufer enttäuscht zeigte, ihm ab 1943 nur noch die Gestaltung der Innenstadt. Er behielt allerdings sein Amt und wirkte bis Kriegsende sowohl in seinem Linzer Planungsbüro als auch auf seinem Münchner Lehrstuhl. Für Linz arbeitete er an einem Not- und Wiederaufbauprogramm für Bombenschäden. In einer eidesstattlichen Erklärung fasste ein Architekt im Stadtbauamt Linz und Mitarbeiter Ficks die Gründe für das letztliche Scheitern Ficks in Linz folgendermaßen zusammen:
„Politisch wurde Professor Fick als Außenseiter betrachtet. Die Tatsache, daß er erst spät der NSDAP beitrat, und die allgemein bekannte, fast an Feindschaft grenzende Haltung Bormanns gegen ihn stärkten diese Anfeindungen. Nicht nur in politischer sondern auch in künstlerischer Hinsicht wurden gegen Professor Fick Vorwürfe erhoben. So insbesondere der Vorwurf, daß seine Planungen nationalsozialistische Ausdrucksformen vermissen lassen. Das Kesseltreiben gegen Professor Fick ging soweit, daß sein Einfluß innerhalb seines Aufgabenbereiches in Linz praktisch fast ausgeschaltet war. Insbesondere hat es Professor Giesler aufgrund seiner Verbindung mit Bormann verstanden, Professor Fick auszuschalten.“

### Nach dem Krieg
Das Kriegsende erlebte Fick in München. Sein Dienstherr suspendierte ihn am 13. September 1945 vorläufig seines Amtes als Professor an der Technischen Hochschule München. Am 14. September 1946 wurde aufgrund des Gesetzes zur Befreiung von Nationalsozialismus und Militarismus Klage vor der Spruchkammer X München gegen Fick erhoben mit dem Antrag, ihn in die Gruppe II der Belasteten („Nutznießer“) einzureihen. Zur Begründung wurde angeführt, Fick sei Mitglied in verschiedenen NS-Organisationen gewesen. Als Reichsbaurat und persönlich in enger Beziehung zu Hitler stehender Architekt sei er Nutznießer der nationalsozialistischen Gewaltherrschaft besonders in finanzieller Hinsicht gewesen. Die Spruchkammer stufte ihn am 21. Oktober 1946 als „Minderbelasteten“ in Gruppe III ein und verurteilte ihn zu einem Vermögensverlust von 50 % und zur Leistung von „Sonderarbeiten im Dienste des Wiederaufbaues der Stadt München im Rahmen seines fachlichen Könnens“. Das Revisionsurteil der Berufungskammer Starnberg vom 24. Februar 1948 endete schließlich mit seiner Einstufung als „Mitläufer“ der Gruppe IV und der Verpflichtung zur Zahlung einer Geldsühne von 1500 RM in den Wiedergutmachungsfonds. Die Richter waren aufgrund der vorgebrachten Argumente und Nachweise zu der Erkenntnis gelangt, dass Fick weder ein politisch korrumpierter Architekt war noch – abweichend von der geltenden Honorarordnung – überhöhte Entgelte eingestrichen habe. Vielmehr sei seine berufliche Laufbahn durch die Feindschaft von Bormann und Giesler erheblich behindert worden. Eine Wiederbeschäftigung an der Technischen Hochschule München gelang jedoch auch nach diesem Urteil nicht. Am 17. Februar 1949 wurde Fick zwar wieder als ordentlicher Professor in das Beamtenverhältnis aufgenommen, aber gleichzeitig in den Ruhestand versetzt.
Nachdem seine erste Frau bereits am 2. Oktober 1938 gestorben war, heiratete Fick im Herbst 1948 die 28 Jahre jüngere Catharina Büscher, die bei ihm studiert hatte. Mit ihr zusammen war er weiterhin als Architekt tätig. So entwarf er 1947 die Planung für den Wiederaufbau des Augsburger Rathauses. Ein Jahr später zählte das Gebäude des C.H. Beck Verlags in München zu seinen Aufträgen. Seine letzten großen Arbeiten waren die Planung des Kraftwerks Jochenstein bei Passau sowie die Erlöserkirche (Herrsching). 1954 ging er in den Ruhestand. Die Entscheidung über einen Antrag vom Dezember 1954 auf Verleihung der akademischen Rechtsstellung eines Emeritus der Technischen Hochschule München hat er nicht mehr erlebt.
Am 13. Juli 1955 verstarb Roderich Fick im Alter von 69 Jahren in seiner Wahlheimat Herrsching. Seine Frau Fick-Büscher führte seine Arbeiten zu Ende und war bis in die 1970er Jahre in seinem Sinne als Architektin tätig. Die 1950 geborene Tochter Friederike, verheiratete Orth, trat nicht in die Fußstapfen ihrer Eltern, sondern wurde Musikerin.
Roderich Ficks Nachlass befindet sich im Architekturmuseum der Technischen Universität München.

## Werk
Roderich Fick hat in über 35 Jahren ein umfangreiches Werk im süddeutschen Raum geschaffen. Die Reduktion seines Wirkens auf die zehn Jahre im Dritten Reich stellt eine unzulässige Verkürzung seiner Leistung dar, zeichnet ein schiefes Bild von ihm und trug maßgeblich zu seiner weitgehenden Vergessenheit bei. Eine Gesamtbetrachtung führt vielmehr zur Erkenntnis, dass Fick zwar zu den maßgeblichen Architekten in der NS-Zeit gehörte, nicht jedoch zu den Architekten des Nationalsozialismus.
Fick bildete schon sehr frühzeitig ein eigenständiges Architekturverständnis aus, das geprägt war von seinem Mentor Theodor Fischer sowie seiner Tätigkeit in den Büros von Alexander von Senger (Zürich) und Georg Steinmetz (Berlin). Ausgehend von der Ablehnung der Moderne, repräsentiert durch die Vertreter des Neuen Bauens, deren standardisierte Einheitsarchitektur ohne Orts- und Regionalbezug ihm völlig widerstrebte, bekannte sich Fick zu einer von traditionellen regionalen Bauformen bestimmten Architektur. Die städtebauliche Einordnung, die Berücksichtigung der prägenden örtlichen Verhältnisse und die handwerkliche Ausführung bis in die letzten Details kennzeichnen sein bauliches Wollen. Mit dem Neuen Bauen hatte er zwar die Ablehnung eines eklektizistischen Historismus gemeinsam, nicht jedoch eine Architekturgesinnung ohne Ortsbezug und Verzicht auf Individual- zugunsten ausschließlich funktional bestimmter Standardlösungen. Schon am 29. Juni 1918 notierte er in seinem Tagebuch:
„Ich ärgere mich oft über Muthesius, der dauernd behauptet, unsere heutige Architektur müsse ganz neue überlieferungslose Formen bekommen, um den Geist der neuen Zeit auszudrücken. Wenn wir jedes Menschenalter einen neuen Stil haben müßten, der dann allein gültig und alles Vergangene ungültig wäre, müßten wir alles, was an Gegenständen und Gebäuden über 50 Jahre alt ist, vernichten […] Geht mir weg mit den Ausdrücken des Zeitgeistes! Der drückt sich doch ganz von selber aus, schon in der Industrie. Deswegen braucht doch nicht das Wohnhaus so jämmerliche Formen anzunehmen und aus so gemeinen Stoffen hergestellt zu werden. …“.
Ficks architektonische Handschrift orientiert sich wesentlich an den Grundsätzen des Heimatschutzstils und des Deutschen Werkbundes mit Rückgriff auf Bewährtes, ohne sinnentleertes Vergangenes zu kopieren. So stellen sich bereits seine frühen Wohngebäude dar und dies gilt auch für das Münchner Ärztehaus von 1935, die Reichssiedlung „Rudolf Heß“ sowie die Obersalzbergbauten. Wenn der im Dritten Reich für die repräsentativen Bauten dominierende Baustil als Neoklassizismus mit Tendenz zur Maßlosigkeit charakterisiert werden kann, verbietet sich eine Gleichsetzung mit Ficks Stil, der auch bei seinen Staats- und Parteiaufträgen nicht wesentlich von seinem von Beginn an praktiziertem Stil abwich. Die von ihm bevorzugte Form- und Materialauswahl empfahl ihn Mitte der 1930er Jahre als Architekt für Hitler und dessen Potentaten. Sein Festhalten an seinem eigenen Stil unterschied ihn jedoch zunehmend von der Einschüchterungsarchitektur eines Albert Speer oder Hermann Giesler und führte letztlich zu seiner faktischen Kaltstellung in Linz. Schließlich zeigt auch sein Nachkriegswerk das Festhalten an seiner einmal als richtig erkannten Baugesinnung.
Bauten (Auswahl)

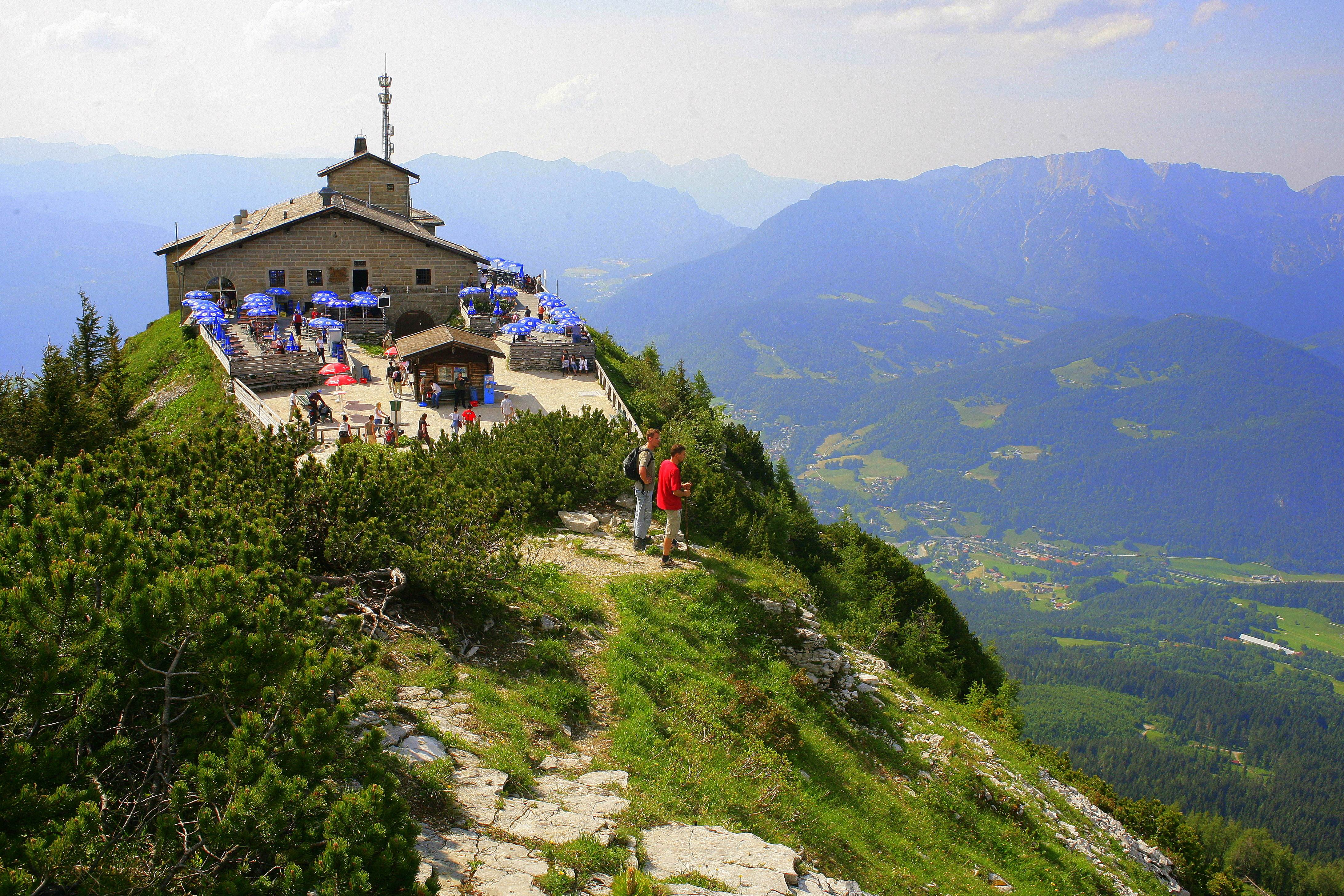
Kehlsteinhaus auf dem Obersalzberg

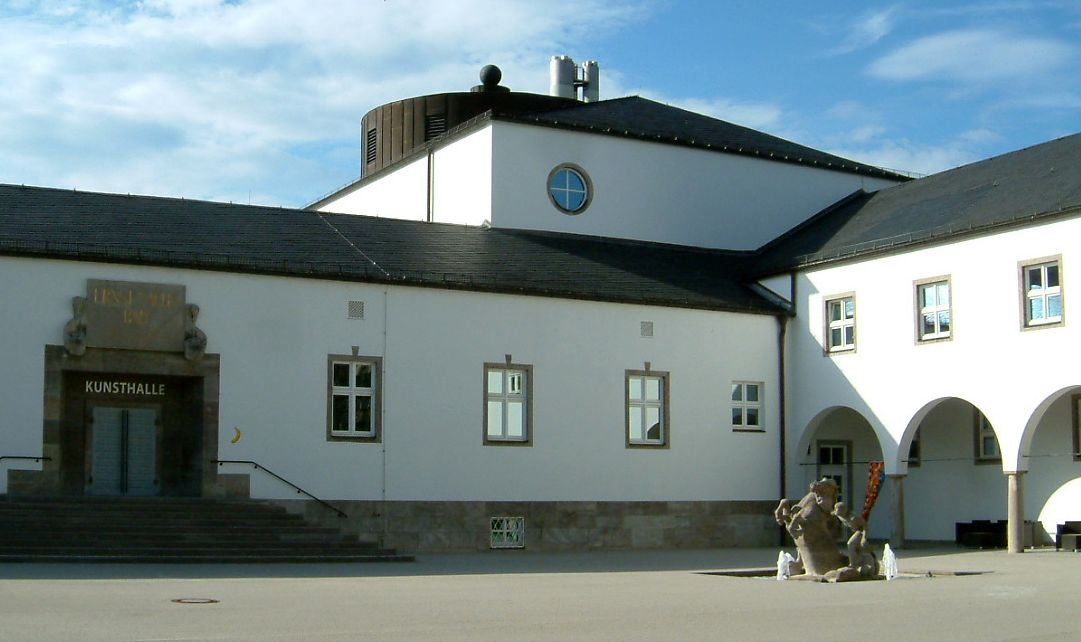
Ehem. Ernst-Sachs-Bad, jetzt Kunsthalle Schweinfurt

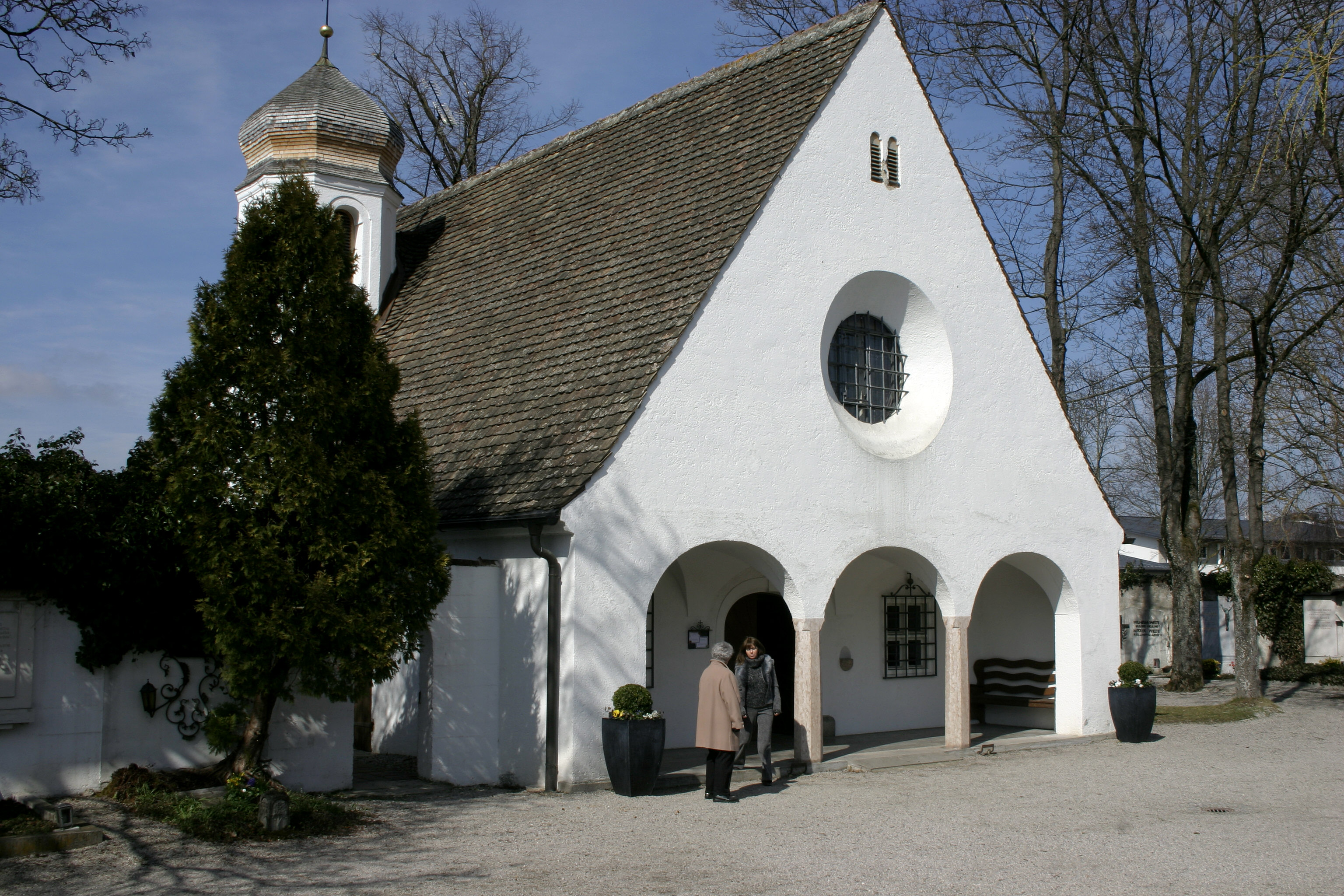
Friedhofskapelle in Herrsching

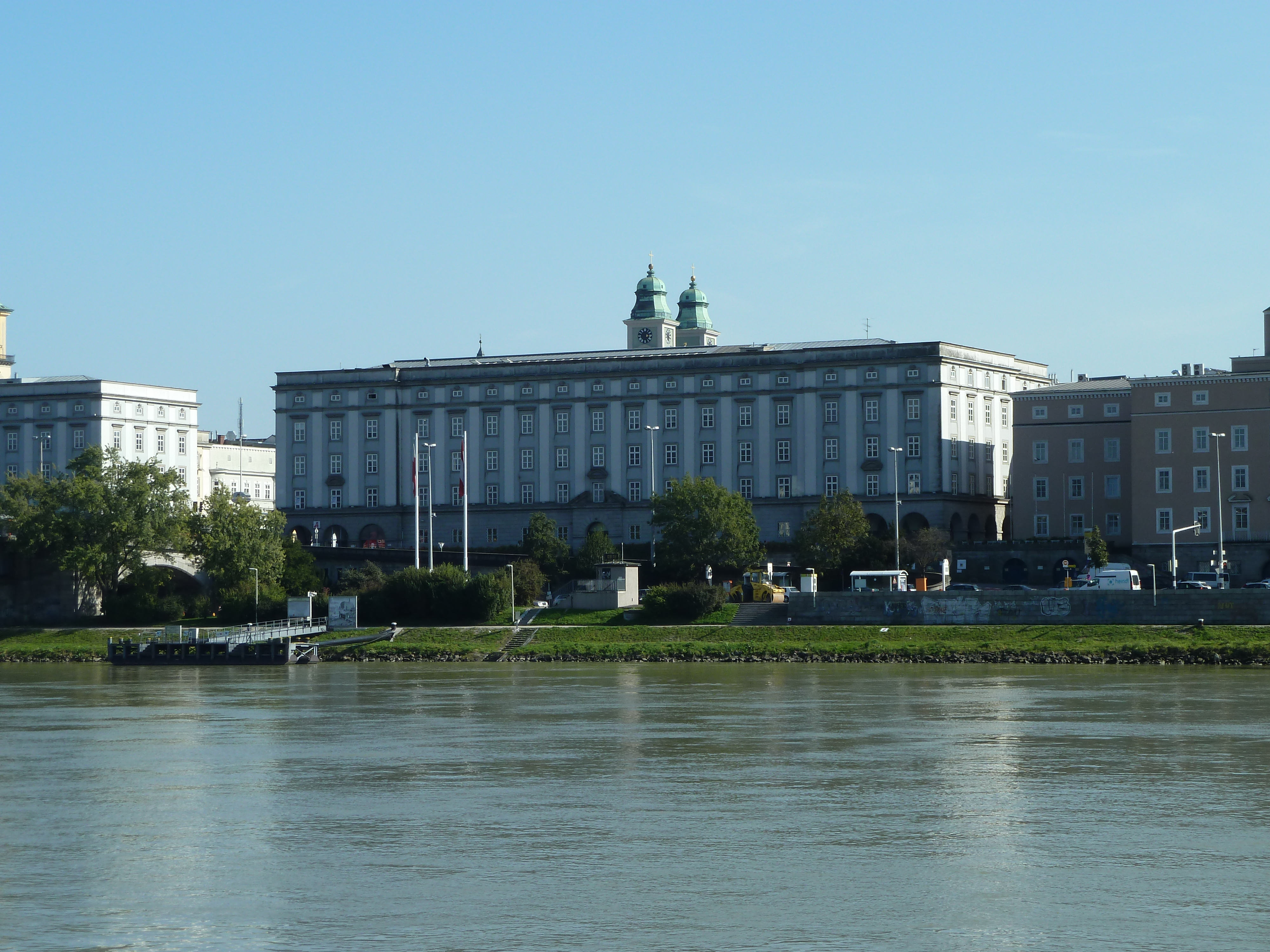
Brückenkopfgebäude und ehem. Wasserstraßenamt Linz

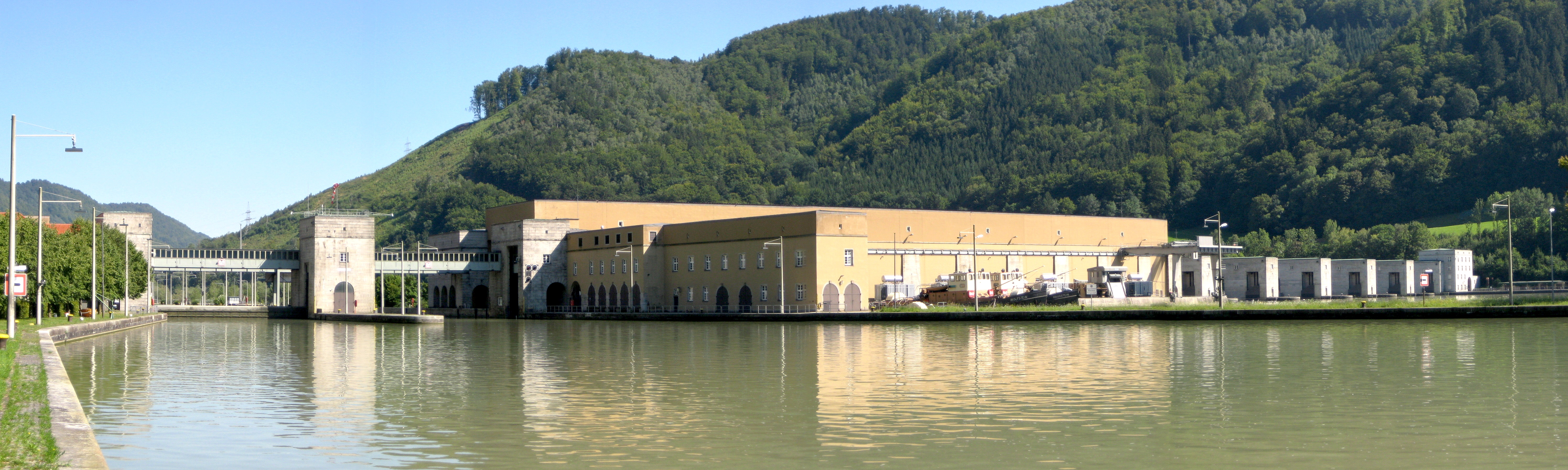
Kraftwerk Jochenstein bei Passau

- 1926: Weinberghäuschen in Württemberg[13]
- 1926: Friedhofsanlage mit Leichenhaus und Friedhofskapelle in Herrsching am Ammersee
- 1926/29: Gebäude auf dem Anwesen der Fabrikantenfamilie Heinrich Otto in Reichenbach an der Fils, Heinrich-Otto-Straße
- 1928: „Jahnhaus“ (Sport- und Vereinsheim des Turnvereins Plochingen) im Bruckenwasen in Plochingen
- 1928/29: Ländliches Wohnhaus am Ammersee[13]
- 1928/29: Wohnhaus Dr. Graetz, Am Löhlein 4, Schweinfurt
- 1929: Wohnblock an der Fürstenrieder Straße 156, 158, 160 in München
- 1931/32: Landhaus in Zuoz (Oberengadin)[13]
- 1931–1933: Ernst-Sachs-Bad in Schweinfurt
- 1933–1935: Umbau Hotel Platterhof in Obersalzberg (1999–2000 abgerissen)
- 1933–1934: Siedlung München-Friedenheim, 2. und 3. Bauabschnitt
- 1935: Haus der Deutschen Ärzte in München
- 1935: Villa Bormann in Obersalzberg
- 1935–1936: Gebirgsjägerkaserne in Sonthofen
- 1935–1938: Adolf-Hitler-Brücke in Regensburg (1945 gesprengt und 1950 wieder aufgebaut)
- 1935–1936: Umbau von Haus Wachenfeld in den Berghof (1945 zerstört und abgerissen)
- 1935–1937: Isarbrücke in Bad Tölz
- 1936–1937: Teehaus am Mooslahnerkopf in Obersalzberg (1951–1952 abgerissen)
- 1936–1939: Reichssiedlung „Rudolf Heß“ in München-Pullach
- 1937–1938: Kehlsteinhaus in Obersalzberg
- 1938–1940: Hotel Platterhof in Obersalzberg (1999–2000 abgerissen)
- 1939–1943: Brückenkopf-Verbauung in Linz (teilweise ausgeführt)
- 1939–1943: Siedlung Froschberg in Linz
- 1939–1944: Werksiedlung der „Hermann-Göring“-Reichswerke Münichholz, heute Stadtteil von Steyr (Mitwirkung)
- 1940–1941: Werksiedlung Bindermichl in Linz
- 1941: Siedlung „Klaushöhe“ in Obersalzberg
- 1944: diverse Luftschutzbunker in Linz
- 1948: C. H. Beck Verlagsgebäude in München
- 1952–1954: Kraftwerk Jochenstein an der deutsch-österreichischen Donaugrenze bei Passau
- 1954–1955:Erlöserkirche (Herrsching)

## Literatur

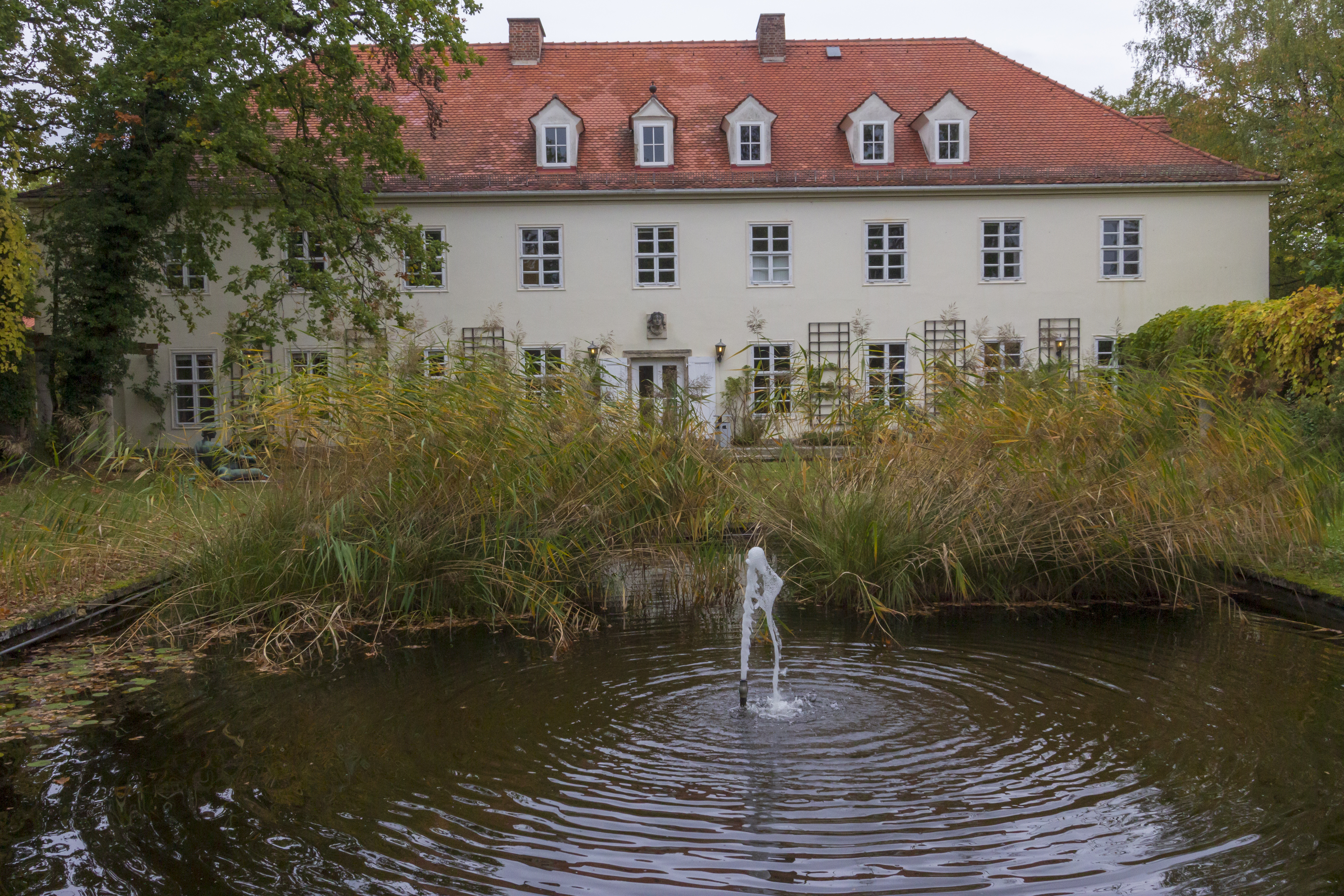
Bormann-Villa – später Präsidentenvilla auf dem BND-Gelände in Pullach.